# M-25 (1971)
M-25 – motorówka robocza projektu Delfin eksploatowana od 1971 roku w Marynarce Wojennej. Jednostka służy w Poligonie Kontrolno-Pomiarowym w Gdyni.

## Konstrukcja
Długość całkowita „M-25” wynosi 8,52 m, szerokość 3,2 m. Wysokość boczna jednostki wynosi 1,3 m, a zanurzenie 0,6 m. Motorówka napędzana jest przez 1 silnik wysokoprężny napędzający jedną śrubę. Manewrowość motorówki zapewnia jeden ster. Kadłub „M-25” jest wykonany w całości z laminatów poliestrowo-szklanych. Motorówka posiada małą nadbudówkę na rufie. Załogę etatową stanowią 2 osoby, ponadto jednostka jest w stanie zabrać na pokład dodatkowe 32 osoby. motorówka nie jest uzbrojona. 
Zadaniami stawianymi przed „M-25” są: wykonywanie prac demagnetyzacyjnych, pomiarowych oraz transportowych w obrębie Poligonu Kontrolno-Pomiarowego MW.

## Historia
Na początku lat 70. XX wieku w stoczni „Ustka” w Ustce zbudowano 3 motorówki robocze na potrzeby Marynarki Wojennej. Nazwano je: „M-25”, „M-26” i „M-13”. 8 marca 1971 roku weszła do służby motorówka „M-25”. Jednostka trafiła do Poligonu Kontrolno-Pomiarowego Logistyki DMW w Gdyni. Obecnie jednostka wchodzi w skład Poligonu Kontrolno-Pomiarowego MW 3. Flotylli Okrętów w Porcie Wojennym w Gdyni (stan na 2022 rok).